# Чернюк Наталля Олександрівна
Наталля Олександрівна Чернюк (біл. Наталля Аляксандраўна Чарнюк) — керівник заслуженого аматорського колективу Республіки Білорусь зразкового хореографічного ансамблю «Зорка» державної установи «Центр культури «Вітебськ». Заслужений діяч культури Республіки Білорусь.. Також нагороджена Почесною грамотою Ради Міністрів Республіки Білорусь та медаллю Франциска Скорини.
Очолює колектив з 1981 року.